# Джаз фюжън
Джаз фюжънът е понятие, което се употребява от края на 60-те и през 70-те години на XX век за определяне на музика, която съчетава елементи на рок и джаз. При комбинирането им няма закономерност и най-често съчетаването е механично. Понякога начинът, по който са подредени двете основни понятия (джаз рок или рок джаз), е белег за преобладаващите елементи.
Джаз рокът се появява в период, когато джазът има нужда от повече популярност, а рок музиката – от обогатяване на изразните средства. Най-типична черта за джаз рока е съчетанието на звучността на духовите инструменти (предимно медни) с електронната звучност на рок музиката. Аранжиментите са опростени, но ефектни. Пулсацията е равномерна, като основна метрична единица е осмината или шестнадесетината нота, за разлика от традиционния рок, където основната метрична единица е четвъртината.
Това стимулира появата на редица барабанисти виртуози, като Били Кобъм, Лени Уайт, Стив Гад, Алфонс Музон, Харви Мейсън. С развитието на джаз рока популярни стават и китаристи, като Джон Маклафлин, Ал Ди Меола, Лари Кориел, Карлос Сантана, Джеф Бек.
Първата джаз рок група се появява през 1967 г. в САЩ „Блъд, Сует енд Тиърс“. Последват я Chicago, Tower of Power, The Breaker Brothers и други.